# Type 5 To-Ku
Il Type 5 To-Ku è stato un carro armato anfibio sperimentale, progettato in Giappone verso la fine della seconda guerra mondiale. Rappresenta il più grande veicolo di questo genere di matrice nipponica.
Il mezzo era dotato di un cannone Type 1 da 47 mm in casamatta, sul lato destro dello scafo; in torretta era invece installato un pezzo da 25 mm, alle cui ore 5 si trovava una mitragliatrice Type 97, secondo uno schema tipico dei blindati giapponesi. Una seconda arma automatica dello stesso modello era posizionata nello scafo frontale. Per flottare il carro disponeva di due pontoni che gli davano una forma idrodinamica: sganciabili dall'interno, portavano il peso complessivo del veicolo da 26,4 a oltre 29 tonnellate. Le protezioni, oggettivamente piuttosto buone (50 mm sulla parte anteriore), per il 1945 erano comunque insufficienti. La meccanica si avvaleva di sospensioni a bracci oscillanti longitudinali e di un complesso di otto ruote portanti; l'apparato motore era un Mitsubishi Type 100 diesel a 12 cilindri erogante 240 hp a 2.000 giri al minuto. L'equipaggio era formato da cinque uomini, sebbene alcune fonti segnalino una consistenza di sette elementi.
Soltanto un esemplare fu costruito ma le condizioni spaventose dell'economia bellica giapponese nell'estate dell'ultimo di guerra non permisero mai una produzione in serie del Type 5, che rimase così un prototipo senza aver mai ingaggiato battaglia.